# Bois-des-Filion
Bois-des-Filion è un comune del Canada, situato nella provincia del Québec, nella regione di Laurentides.